# اقتصاديات الوقف
اقتصاديات الوقف تعد استمرارية توليد الدخل والانتفاع منه مع الزمن للمنتفعين من هذا الوقف سواء كانت المنافع للعامة أو للخاصة، وتكمن أهمية اقتصاديات الوقف من خلال المضمون الاقتصادي والتراكم التنموي والجانب الاستهلاكي والاستثماري للوقف، وللاهتمام بالوقف اعتبارات عديدة منها، تحقيق الوقف كمصدر اقتصادي للتنمية، واعتبار الوقف دعامة اقتصادية، يسهم في التخفيف من الضغط على ميزانية الدولة المتعلقة بالإنفاق على التعليم ومرافقه، ومن آثار الوقف في تنمية الاقتصاد، أنه يحفظ أصول الأموال من الضياع، وسبب لسد حاجات كثير من الناس، واستمرار الأجر والثواب، ومن حكم الوقف، أنه عاملاً مهماً في التنمية والاقتصاد ونشر العلم والثقافة والعدالة والدعوة الإسلامية، وقد تراجعت الأوقاف بسبب التأثيرات السلبية التي تركها المستعمر في البلاد الإسلامية، ولتشجيع قيام أوقاف جديدة لا بد من تبني فكرة المشروعات أو الصناديق الوقفية واستيعاب صور وقفية جديدة.

## المفهوم
الاقتصاد: من "قصد" قصد في الأمر، أي توسط فلم يفرط، واقتصد في النفقة، أي لم يسرف، ولم يقتر، وهو دراسة ما جاء في الشريعة متعلقا بالاقتصاد في أقسامها الثلاثة "العقيدة والفقه، والأخلاق".
اقتصاديات الوقف: هي استمرارية توليد الدخل والانتفاع منه مع الزمن للمنتفعين من هذا الوقف سواء كانت المنافع للعامة أو للخاصة.

## أهمية اقتصاديات الوقف
1. المضمون الاقتصادي للوقف: يهتم المضمون الاقتصادي للوقف بإبراز فكرة أساسية خلاصتها أن الوقف لا يعني تجميد رأس المال والثروة الوطنية وحبسها عن الانتفاع الاقتصادي، بل هو مصدر اقتصادي يهدف إلى توليد دخل مستمر، يسمح بتوفير احتياجات المستهدفين في الحاضر مع الحفاظ على تلبية احتياجاتهم في المستقبل، ودوام الوقف يعني الحفاظ على الرفاهية الاقتصادية للمنتفعين التي لا تتدنى مع مضي الزمن، ويؤكد هذا المضمون أيضاً على أن قيمة الوقف لا تقتصر على جوانبه التقليدية (الإنسانية، الاجتماعية، الثقافية، السياسية) فحسب وإنما تشمل أيضا قيمته الاقتصادية باعتباره الأداة التي تقوم بجانب الأدوات الأخرى بتكوين رأس المال البشري والاجتماعي، إلى جانب رأس المال المادي.[4]
2. التراكم التنموي في الوقف: الوقف في أصله وشكله العام ثروة إنتاجية توضع في الاستثمار على سبيل التأبيد، يمنع بيعه، واستهلاك قيمته، ويمنع تعطيله عن الاستغلال، ويحرم الانتقاص منه والتعدي عليه، فالوقف ليس استثمارًا في المستقبل فحسب، بل هو استثمار تراكمي أيضًا يتزايد يوماً بعد يوم.[16]
3. الجانب الاستهلاكي للوقف: رفع مستوى معيشة الأفراد المنتفعين وتحسين أحوالهم الصحية والثقافية والاجتماعية ويتكون هذا الجانب من:[6]
  - استهلاك جاري: فالوقف يمثل استهلاكاً جارياً، حيث يحقق اشباعاً لحاجة إنسانية أو ثقافية أو اجتماعية لدى المنتفعين وكذلك جهات الانتفاع العامة.
  - أصل استهلاكي مستديم: يعتبر الوقف استهلاكاً مستديماً، في شكل سلعة استهلاكية معمرة، مثل العقارات والمزارع، أو السيارات والمعدات.[1]
4. الجانب الاستثماري للوقف: يتعلق أثرها المباشر وغير المباشر على كفاءة الإنتاج، ويتكون هذا الجانب من شقين هما:
  - الاستثمار المباشر: فالوقف كرأس مال يسهم مباشرة في تنمية الطاقة الإنتاجية، ورفع مستوى كفاءتها على مستوى الأفراد المنتفعين أو جهات الانتفاع العامة، من خلال عمله على تنمية وتحسين نوعيتها، عن طريق زيادة القدرات والمهارات العقلية والجسمية إلى جانب التنمية الروحية.
  - الاستثمار غير المباشر: إن الوقف يسهم بطريق غير مباشر في رفع مستوى الكفاءة الإنتاجية للاقتصاد الوطني ككل، وذلك عن طريق ما يولده من قيمة مضافة تدعم اقتصاديات المجتمع ككل إلى جانب العناصر الإنتاجية الأخرى.[1]

## أهمية الوقف في التنمية الاقتصادية والاجتماعية
بلغت الأوقاف الإسلامية مقدارًا ملحوظاً من مجموع الثروة الإنتاجية في معظم البلدان الإسلامية التي أتاح لها تتابع السنين فرصة لتراكم الأموال الوقفية، وفي كثير من المدن الإسلامية تحتل أملاك الأوقاف عقارات رئيسية وسط المدينة وفي قلب مركزها التجاري، كما تشمل جزءًا كبيرًا من خيرة أراضيها الزراعية.
أما من حيث أغراض الوقف فقد استطاعت الأوقاف أن تستخلص لنفسها قطاعات رئيسة من النشاط الاجتماعي التنموي، تديرها برًّا وإحساناً، فالتعليم والثقافة والبحث العلمي قطاعات تخصصت بها الأوقاف الإسلامية منذ أن بدأ التعليم يتخذ نموذج المدرسة المستقلة عن دور العبادة.

## التطور التاريخي للجانب الاقتصادي بالوقف
وبمتابعة مراحل التطور التاريخي للجانب الاقتصادي للوقف، نجد أنه اتسم بسمة بارزة، وهي "سمة النمو" التراكمي المستمر لأعيانه، فطبيعة الوقف تجعل منه ثروة استثمارية متزايدة مع الزمن، لأن أصله عبارة عن ثروة إنتاجية قابلة للاستثمار على سبيل التأبيد، ويحرم بيعه بغرض استهلاك قيمته أو الانتقاص منه والتعدي عليه، كما يمنع تعطيله عن الاستغلال أو الانتفاع منه.

## الاهتمام باقتصاديات الوقف
1. إن مفهوم استثمار الوقف أصبح من المفاهيم الاقتصادية التي بدأ يتسع انتشارها على نطاق كبير في المجتمعات الإسلامية، ويلقى قبولاً واسعاً لدى الباحثين في الاقتصاد الإسلامي والمختصين بشؤون الأوقاف، إضافة إلى حرص القائمين على صناديق وبنوك التنمية في كافة أنحاء العالم الإسلامي.[1]
2. إن صفة الدوام هي أهم ما يتميز به الوقف كأصل استثماري مستديم مثل وقف الأراضي والمباني العقارية، ولهذا يحقق الوقف مفهوم التنمية المتواصلة أو المستدامة لتنتفع به الأجيال على مر العصور.
3. التطورات الاقتصادية التاريخية أثرت إيجاباً في توسيع مفهوم الوقف، فأصبح يشمل الوقف الثابت من عقارات مبنية وأراض زراعية وآبار ارتوازية وقناطر وجسور، والوقف المنقول من المعدات والآلات والحيوانات والحلي والنقود.[1]
4. تحقيق الوقف كمصدر اقتصادي للتنمية المتوازنة في المجتمع الإسلامي، لأنه يربط بين القيم الروحية وبين القيم المادية.
5. اعتبار الوقف دعامة اقتصادية، وسياجاً واقياً للفقراء والأيتام والمحتاجين، الذين تعصف بهم التقلبات الاقتصادية، من التضخم الذي ينتج عنه ارتفاع المستوى العام للأسعار، وتأثير ذلك على مستوى دخولهم الضعيفة.
6. إن مفهوم استثمار الوقف لا يقتصر على المفهوم المتداول في أغلب الدراسات والأبحاث الاقتصادية للوقف، والتي حصرته في دائرة الاستثمار المادي فقط، وانما ينبغي أن يتسع ليشمل الاستثمار البشري والاجتماعي.
7. يعتبر الوقف من الأصول الرأسمالية اللازمة لعملية التنمية في أي بلد.
8. يساهم الوقف في رفع مستوى إنتاجية الأفراد المنتفعين بطريق مباشر أو غير مباشر، لذا يمكن القول بأن الثروة الوقفية في المجتمع تعتبر أحد العوامل المتبقية التي ينبغي قياسها إذا ما أريد الحصول على معدل النمو الاقتصادي لهذا المجتمع.[1]

## تنمية موارد الوقف
التنمية لغة: مصدر نمى ينمي، وأصله من نما الشيء أي زاد وكثر، والنماء الزيادة، والتنمية هي الاستثمار الأمثل للموارد محدودة الوفرة لتأمين حالة من الرفاهية الاجتماعية المستمرة والمتزايدة لتبلغ حدها الأقصى.

### ضوابط تنمية موارد الوقف
- مشروعية أساليب الاستثمار: ينبغي أن تكون كل أساليب الاستثمار ومظاهره متفقة مع أحكام الشريعة ومقاصدها التشريعية، وألا يصادم دليلا من أدلة الشريعة
- أن تكون مأمونة: لأن مراعاة مصالح الوقف يحتم البعد عن المشاريع المنطوية على المخاطرة والمجازفة بأموالها.
- مراعاة الأولويات المعتبرة والمصالح الراجحة: على والي الوقف وناظره مراعاة احتياجات الوقف والموقوف عليهم أو جهة الوقف،[20] كما يراعي حاجات المجتمع وأولوياته، وأن تكون محققة للعائد الأفضل أو المصلحة الراجحة بحسب الأولويات.[21]

### أساليب التنمية المعاصرة للوقف
الهدف الاقتصادي المباشر لتنمية أموال الأوقاف واستثمارها هو توليد دخل نقدي مرتفع بقدر الإمكان، يسمح للأوقاف بتقديم خدماتها للمجتمع في أفضل صورة ممكنة، أي زيادة تيار الدخل النقدي المتولد من الاستثمارات الوقفية إلى أعلى حد ممكن، وهناك بعض الصيغ والأساليب الحديثة للأوقاف لتنمية مواردها ومنها:
- الاستصناع على أرض الوقف

وهي أن تعلن إدارة الأوقاف عن استعدادها للسماح لجهة تمويلية، كالمصارف مثلا بأن تبني بناء على الأرض الموقوفة، ويكون المشروع ملكا للجهة التي بنته، وتتعهد الأوقاف بشرائه بعد اكتماله من الجهة التي بنته بثمن محدد مؤجل على أقساط سنوية أو شهرية.
- المشاركة بين الوقف وبين الباني على أرضه

وهي أن تقدم الأوقاف أرضها ليقوم ممول ببنائها، على أساس أن يكون البناء ملكا له، والأرض ملكا للأوقاف، ثم يؤجر العقار كله، وتقسم الأجرة بين الوقف وبين مالك البناء.
- الإجارة التمويلية لبناء الوقف

أن تؤجر الأوقاف أرضها لشخص بأجرة سنوية محددة لمدة طويلة ليقيم عليها بناء يملكه ويستفيد منه، بحيث تكفي أجرة الأرض لتسديد قيمة البناء في نهاية مدة الإجارة.

## مساهمة الوقف على البحث العلمي في التنمية الاقتصادية
1. التخفيف من الضغط على ميزانية الدولة المتعلقة بالإنفاق على التعليم ومرافقه، والتمويل الجاري عليه، وتحقيق مجانية التعليم.[7]
2. مساهمة الوقف على البحث العلمي في الاستثمار العقاري من خلال أعمال البناء والصيانة، خاصة عن طريق بناء المساجد والكتاتيب القرآنية والمدارس والسكن الطلابي والجامعات والمكتبات والتمويل الجاري عليها وغيرها من خلال الوقف التعليمي.
3. الاستثمار البشري في مختلف القطاعات التربوية والتعليمية من خلال بناء الإنسان وتجهيز ما يلزمه في التحصيل العلمي والمعرفي من مدارس، جامعات، سكن طلابي، خدمات مدرسية، وغير ذلك.
4. الاستثمار في المجال المالي عن طريق تأسيس البنوك الإسلامية من أموال الوقف، ويمكن الاستفادة مما يعرف اليوم ضمن هذا الإطار بوقف النقود من خلال الصناديق الوقفية.[23]
5. إسهام الوقف على البحث العلمي في الحد من البطالة.

## آثار الوقف في تنمية الاقتصاد في المجتمع
1. حفظ أصول الأموال من الضياع: إن المال في الإسلام جعله الله في أيدينا، فالإنسان مستخلف فيه، قال تعالى {وَأَنْفِقُوا مِمَّا جَعَلَكُمْ مُسْتَخْلَفِينَ فِيهِ}،[24] وقال {وَآَتُوهُمْ مِنْ مَالِ اللَّهِ الَّذِي آَتَاكُمْ}،[25] ولقد شرع الوقف الذي يحفظ الأصول من الضياع، ويبقى الانتفاع بالثمرة، فلا يباع ولا يورث ولا يوهب، فليس لأحد من الأبناء التصرف بما يزيل الملكية، فثبت بهذا حفظ الأصول من الضياع والزوال.
2. سبب لسد حاجات كثير من الناس: وسبب للمحافظة على مستوى المعيشة للفئات المختلفة، وبقاء الأمل للفقراء والمحتاجين، فوجود الوقف على طائفة معينة سبب لسد حاجاتها، فالمجتمع الذي تنتشر فيه الأوقاف مجتمع مودة بين أصحاب رؤوس الأموال وبين الفقراء والأيتام والأرامل والمرضى وأصحاب العاهات، فتربط بين هؤلاء المنكوبين وبين مجتمعهم أواصر التعاون والتحابب والتناصر، فيجد هؤلاء العطف من مجتمعهم فيعيش أحدهم في الرباط أو الملجأ، ويعالج مجاناً في المستشفى الموقوف، ويأتي له راتبه من غلة الوقف فيحصل له شعور مودة نحو أصحاب الأوقاف، ثم على المجتمع ككل، فلا ينقم على أحد ولا تكون هناك مشاكل اجتماعية ولا ثورات الطبقات، وينطبق على هذا المجتمع قوله ﷺ : «مثل المؤمنين في توادهم وتراحمهم وتعاطفهم كمثل الجسد الواحد إذا اشتكى منه عضو تداعى له سائر الجسد بالسهر والحمى».[8]
3. التكافل الاجتماعي والتضامن الشعبي: فالوقف في الغالب تستفيد منه الفئة ذات الحاجة التي تضطر الدولة إلى كفالتها والإنفاق عليها، وعندما تستخدم هذه الطاقة الوقف الخيري فقد استغنت بتكافل اجتماعي شعبي تعبدي عن الضمان الاجتماعي الرسمي الذي يكلف الدولة الملايين، كما يكلف الأغنياء الضرائب الباهظة التي يتحايلون في التهرب من دفعها، لعدم شعورهم بالأجر الأخروي الذي يعود عليهم يوم لا ينفع مال ولا بنون إلا من أتى الله بقلب سليم، وأما الوقف فيتبرعون له بسخاء وطيب نفس بل بإيثار على أنفسهم، قال تعالى: {وَيُؤْثِرُونَ عَلَى أَنْفُسِهِمْ وَلَوْ كَانَ بِهِمْ خَصَاصَةٌ وَمَنْ يُوقَ شُحَّ نَفْسِهِ فَأُولَئِكَ هُمُ الْمُفْلِحُونَ}،[26] ويتضح من هذا أن في الوقف إسهام الفرد المسلم في تحمل أعباء تنمية المجتمع كما أنه مساعدة للدولة، فالوقف على مصلحة عامة أو على فئة خاصة تخفيف للمؤنة عن الدولة، ومشاركة في تخفيف الآلام عن بعض المواطنين.
4. حفظ كرامات المجتمع وبالأخص النبلاء والشرفاء: من التبذل والاستجداء والتزلف للأغنياء مما ينتج عنه الاستقلال الفكري، والتجرد عن الهوى والميول، وقد ثبت في التاريخ الإسلامي أن عدداً من العلماء والفقهاء يعتمدون في تفرغهم لإنتاجهم العلمي والتربوي والفكري على عوائد الوقف وهم يعيشون في الربط المخصصة للعلماء، وينتفعون بالكتب الموقوفة، ويجدون التشجيع والجوائز والمعاشات من أموال الأوقاف، وبهذا استطاع العلماء أن يعيشوا متفرغين مع بحوثهم وكتاباتهم دون أن ينشغلوا بالتكسب والترزق.[16]
5. بقاء ذكرى صاحب المال واستمرار دعاء المستفيدين له: إن الإنسان عندما يموت لا يبقى اسمه إلا بقدر ما يذكره من الأعمال التي قام بها، فإن كانت خيراً باقيًّا أثره ونفعه يبقى ذكره ما أثر ذلك الخير، ويدعو له المنتفعون بذلك الخير أو المحبون له، وهذا مطلوب شرعاً، قال إبراهيم عليه السلام: {وَاجْعَلْ لِي لِسَانَ صِدْقٍ فِي الْآَخِرِينَ}،[27] وقد أجاب الله دعوته وأبقى ذكره ومحبته في جميع أهل الملل، قال تعالى {وَتَرَكْنَا عَلَيْهِ فِي الْآَخِرِين}،[28] أي تركنا له في الآخرين ثناء حسناً وذكراً جميلاً يذكر بخير ويصلى ويسلم عليه عند جميع الطوائف والأمم إلى يوم القيامة،[29] فليس هناك شيء أبقى للذكر وأنفع من الحبس والوقف، ولاسيما وقف العقارات والأراضي.[16]
6. استمرار الأجر والثواب: فالإنسان محدود العمر والأنفاس والأيام، يتمنى المرء المسلم أن يكون هناك سبيل لاستمرار الأجر والثواب، فمن فضل الله تعالى على هذا الإنسان أن يجعل له سبيلاً يبلغ به إلى هذا الأمل وهذه الأمنية فشرع له الوقف فضلاً منه ونعمة، قال ابن عبد البر رحمه الله" وهذا من فضل الله على عباده المؤمنين أن يدركهم بعد موتهم عمل البر والخير بغير سبب منهم، ولا يلحقهم وزر يعمله غيرهم ولا شر، إن لم يكن لهم فيه سبب يسببونه، أو يبتدعونه فيعمل به بعده.[30]
7. التسبب في نشر دعوة الإسلام والعون للقائمين عليها: فالوقف على العلماء والدعاة والمعلمين وعلى المدارس والكتاتيب، وعلى طبع المصاحف والكتب وتوزيعها، وغير ذلك من مجالات نشر العلم والدعوة من أهم الأسباب لنشر الدعوة، فيدخل صاحبه في قوله صلى الله عليه وسلم من دعا إلى هدى كان له من الأجر مثل أجور من تبعه، ولا ينقص من أجورهم شيء،[31] فهذا الحديث يدل على أنه تكتب أجور الأعمال الصالحة التي يقوم بها المدعو بعد هدايته لمن تسبب في هدايته، وهذا عمل مستمر أجره إلى يوم القيامة، ينبغي للمؤمن أن يسعى في الحصول على ذلك، وأقرب طريق في ذلك هو الوقف على هذه الأعمال العلمية والدعوية.[16]
8. توفير فرص العلم: فالواقف الذي أخرج ماله الخاص لدائرة الأوقاف قد أوجد فرصاً عديدة للعمال، فالوقف يحتاج إلى ناظر وقيم يقوم بحفظ أصوله وتنمية موارده، كما يحتاج إلى من يوصله إلى أصحابه الذين هم في الغالب ليس بمقدورهم الاكتفاء الذاتي عن خدمة الآخرين، فالله سبحانه وتعالى جعل المجتمع البشري يحتاج بعضه إلى بعضه حتى تستمر الحياة في هذه الدنيا، قال تعالى: {أَهُمْ يَقْسِمُونَ رَحْمَةَ رَبِّكَ نَحْنُ قَسَمْنَا بَيْنَهُمْ مَعِيشَتَهُمْ فِي الْحَيَاةِ الدُّنْيَا وَرَفَعْنَا بَعْضَهُمْ فَوْقَ بَعْضٍ دَرَجَاتٍ لِيَتَّخِذَ بَعْضُهُمْ بَعْضًا سُخْرِيًّا}.[32][16]

## فوائد الوقف على الاقتصاد والتنمية
1. أنه عبادة يتقرب بها المسلم إلى ربه.
2. أنه عاملاً مهماً في التنمية والاقتصاد.
3. أنه عاملاً في نشر العلم والثقافة.
4. أنه عاملاً في نشر العدالة الاجتماعية.
5. أنه عاملاً في نشر الدعوة الإسلامية ونشر احتياجاتها.[10]

## أسباب تراجع الأوقاف الإسلامية
1. التأثيرات السلبية التي تركها المستعمر في البلاد الإسلامية،[11][12] من فصل لدواوين الأوقاف الإسلامية عن الحكومات المسلمة ووصلها مباشرة بالمفوضيات العليا، وجعل لها مستشارين غير مسلمين يتصرفون في شؤونها الإدارية والمالية بسلطة واسعة ونفوذ مطلق فأرهقوا خزاناتها بالرواتب المستحدثة العظيمة.[11]
2. علاقة بعض الدول بالأوقاف الإسلامية وسيطرة الدولة على إدارة الأوقاف بشكل كامل.[11]
3. غياب النظام الوقفي الشامل والمتكامل وضعف الصيغ العملية والإمكانات التنفيذية التي تسهم في إعادة النظام الوقفي إلى سابق عهده.[33]

## تشريعات تشجع وتسهل قيام أوقاف جديدة
- ضرورة تبني مبدأ المخصص التنموي في جميع الأوقاف الجديدة.
- تبني فكرة المشروعات أو الصناديق الوقفية، أو سنابل الخير، لتيسير الوقف على الراغبين فيه من متوسطي الحال.
- إعادة العافية للوقف الذري بنوعيه (الدائم والمؤقت) وفتح الباب بمصراعيه لنموه وتوسعه لما فيه من منافع اقتصادية واجتماعية متعددة.
- تقديم التنازلات الضريبية والقانونية الأخرى للواقفين وللأموال الوقفية نفسها.
- أن تتحمل الحكومات العربية مسئولية تقصيرها الطويل تجاه الأملاك الوقفية، الذي أدى الى ضياع الكثير منها.
- استيعاب صور وقفية جدية تهدف الى الاستجابة لكثير من الحاجات المعاصرة لدى الواقفين والموقوف عليهم مثل:

1. إقرار مبدأ التوقيت في الوقف لجميع أنواع الموقوفات بما فيها المسجد والمقبرة.
2. الأخذ بمبدأ وقف الخدمات والمنافع و وقف الحقوق الفكرية، مثل "حق النشر والعبور ونقل أطفال المدارس والمعوقين" وغيرها.
3. قبول شروط الانتفاع الجزئي الدائم، أو الكلي المؤقت، للواقف أو لغيره.
4. التوسع في قبول وقف النقود والأموال الاستثمارية الأخرى كالأسهم ووحدات صناديق الاستثمار.[13]

## مجالات عمل القطاع الوقفي في السعودية

### المجالات الاجتماعية مثل
1. تأسيس ودعم اللجان الاجتماعية.
2. دعم المعسرين.
3. عتق الرقاب.
4. دفع الديات.
5. كفالة الأيتام.
6. تأهيل النزلاء والمساجين.
7. دعم وتأهيل المقبلين عل الزواج.[34]

### المجالات الدعوية مثل
1. بناء المساجد وعمارتها.
2. دعم حلقات تحفيظ القرآن الكريم ومراكز الدعوة وتوعية الجاليات.
3. تأهيل الدعاة وكفالتهم.
4. خدمة وتوعية الحجاج والمعتمرين والزوار وغيرها.

### المجالات الإغاثية والمبرات مثل
1. حفر الآبار وسقيا الماء.
2. إفطار الصائمين.
3. تأثيث بيوت الفقراء.
4. شراء الكسوة والأدوات المدرسية للأسر المحتاجة.
5. إغاثة المنكوبين.

### التعليم والبحث العلمي مثل
1. بناء الجامعات والكليات والمدراس والمعاهد ورياض الأطفال الوقفية.
2. تأسيس أوقاف الجامعات لدعم البحث العلمي.
3. المنح التعليمية وغيرها.

### المراكز البحثية والاستشارية المتخصصة مثل
1. تأسيس ودعم بيوت الخبرة.
2. المراكز الاستشارية والبحثية المتخصصة في مختلف التخصصات وتمويل برامجها.

### الإسكان مثل
1. بناء ودعم الدور والأربطة والمجمعات السكنية الوقفية في المدن والمحافظات والقرى والهجر.
2. إسكان الأئمة والمؤذنين والخطباء.
3. مستفيدي الضمان الاجتماعي.
4. أسر الشهداء.
5. طلاب العلم وغيرهم.

### المجالات الصحية مثل
1. بناء ودعم المدن والمستشفيات والمراكز الصحية.
2. تأسيس ودعم مراكز مرضى السرطان وجراحة القلب والفشل الكلوي وذوي الاحتياجات الخاصة، ومرضى البهاق.
3. مكافحة التدخين.
4. مراكز إعادة التأهيل.
5. دور المسنين والعجزة.
6. أمراض الدم والأورام.
7. العيادات المتنقلة.
8. القوافل الطبية وغيرها.

### الصناعات المحلية والأسر المنتجة وريادة الأعمال مثل
1. دعم المشروعات الصغيرة والمتوسطة ورواد الأعمال والأسر المنتجة مادياً ولوجستياً.
2. تشجيع الصناعات المحلية.
3. تقديم الحوافز والجوائز للمشروعات المتميزة.

### دعم المواهب والابتكارات مثل
1. تشجيع المواهب والابتكارات في مختلف التخصصات.

### الأمن الغذائي مثل
1. الإنتاج الوطني لمختلف الصناعات الغذائية، الألبان، الدواجن، البيض، المخبوزات، المأكولات المشروبات.
2. زراعة النخيل ومختلف الثمار.
3. مشاريع حفظ النعمة وإعادة توزيعها.
4. بناء محطات تحلية المياه.
5. توزيع السلال الغذائية.[34]

### الإعلام والتقنية مثل
1. تأسيس ودعم القنوات التلفزيونية والبرامج الإعلامية الهادفة على مختلف الوسائل.
2. إنشاء ودعم البرامج والتطبيقات الذكية المتعلقة بالأوقاف والوصايا وغيرها.
3. تأسيس البرمجيات.
4. إنشاء المؤسسات التقنية غير البحثية المتخصصة.
5. خدمة الجمعيات الخيرية في مجال التقنية.

### الثقافة والرياضة والترفيه مثل
1. تأسيس ودعم الأكاديميات الثقافية والرياضية
2. ودعم البرامج الترفيهية لمختلف أطياف المجتمع.[34]

## وصلات خارجية
- اقتصاديات الوقف
- الوقف الإسلامي: إقتصاد، وإدارة، وبناء حضارة
- الوقف ودوره في حفظ الإستثمارت للأجيال القادمة
- أثر الوقف في تحقيق التنمية المالية والإقتصادية والإجتماعية المستدامة